# ابراهیم اوستاودیچ
ابراهیم اوستاودیچ (بوسنیایی: Ibrahim Ustavdić؛ ۱۸۷۸-۱۹۷۴)، یک مربی  بوسنیایی، اولین  گراچانیتسای معلم و مدیر اولین مدرسه ابتدایی ملی در گراچانیتسا بود. یکی از مهمترین شخصیت‌های تاریخ گراچانیتسا.